# لين شيلتون
لين شيلتون (بالإنجليزية: Lynn Shelton)‏ (مواليد 1965 في أوبرلين، أوهايو) مخرجة ومنتجة ومؤلفة أمريكية تخرجت في جامعة واشنطن بعد أن درست الدراما، بعدها انتقلت إلى نيويورك لتدرس الفنون البصرية في مانهاتن. بدأت حياتها المهنية كمونتير في عدة أفلام قصيرة، بعدها أصبحت مخرجة في عدة أفلام روائية طويلة مثل: أخت أختك 2011، كما شاركت كممثلة في عدة أفلام.

## روابط خارجية
- لين شيلتون على موقع IMDb (الإنجليزية)
- لين شيلتون على موقع ميتاكريتيك (الإنجليزية)
- لين شيلتون على موقع روتن توميتوز (الإنجليزية)
- لين شيلتون على موقع قاعدة بيانات الأفلام العربية
- لين شيلتون على موقع ألو سيني (الفرنسية)
- لين شيلتون على موقع تيرنر كلاسيك موفيز (الإنجليزية)
- لين شيلتون على موقع أول موفي (الإنجليزية)
- لين شيلتون على موقع بوكس أوفيس موجو (الإنجليزية)
- لين شيلتون على موقع قاعدة بيانات الأفلام السويدية (السويدية)
- لين شيلتون على موقع قاعدة بيانات الفيلم (الإنجليزية)